# Điểm khói
Điểm khói hay điểm bốc khói là nhiệt độ mà ở đó một loại dầu ăn, dưới điều kiện quy định, bắt đầu sinh ra làn khói xanh nhạt có thể thấy rõ do sự bay hơi các hợp chất như nước, các axit béo tự do, và các sản phẩm phân hủy ngắn chuỗi của quá trình oxy hóa.

## Các chất độc
Giáo sư Grootveld, trường Đại học De Montfort ở Leicester đã đo nồng độ của các hợp chất độc được tạo ra khi dầu ăn bị đun nóng tới những nhiệt độ khác nhau. Tại nhiệt độ điểm khói, dầu bị phân hủy, bị oxy hóa và các hợp chất độc (toxicologic) có liên quan có thể được hình thành như aldehyde và lipid peroxide (các sản phẩm oxy hóa lipid - Lipid Oxidation Products LOPs). Aldehyde là một chất độc gây ung thư, bệnh tim mạch hay mất trí nhớ, dị dạng thai nhi, viêm, nguy cơ loét và tăng huyết áp khi ăn hay hít phải dù với lượng ít.
Các thử nghiệm cho thấy:
- Dầu ngô và dầu hướng dương tạo ra lượng aldehyde khi đun nóng nhiều gấp 3 lần bơ, ngoài ra nhóm còn phát hiện thêm hai loại aldehyde chưa từng biết tới trước đó trong các loại dầu thực vật khi gia nhiệt. Một bữa ăn điển hình gồm cá và khoai tây chiên, được chiên trong dầu thực vật, chứa lượng aldehyde độc nhiều gấp 100 - 200 lần giới hạn an toàn hằng ngày theo quy định của WHO[3]. Như vậy, về khoa học, nếu không đun nóng chất béo không bão hoà đa thì các loại dầu ngô và hướng dương vẫn là những lựa chọn lành mạnh (sử dụng ở nhiệt độ thường như làm salad trộn), chúng giúp giảm cholesterol xấu và giảm nguy cơ đột quy cùng các bệnh tim mạch.
- Dầu ô liu và dầu hạt cải (dầu canola) ép lạnh cũng như bơ và mỡ ngỗng lại ít sản sinh aldehyde hơn. Dầu dừa sinh ra nồng độ aldehyde thấp nhất. Đó là bởi những loại dầu mỡ này giàu chất béo một liên kết đôi (monounsaturated) và chất béo bão hoà (saturated) hơn nên giữ được ổn định tốt hơn khi đun nóng. Hay nói cách khác chúng sẽ ít nguy hiểm cho sức khoẻ hơn. Tuy nhiên với các chất béo ổn định cao trong môi trường nhiệt như bơ thì cũng chỉ nên sử dụng chừng mực vì chúng có thể làm tăng cholesterol xấu và nguy cơ hẹp động mạch vành và bệnh tim.

## Các mức điểm khói
Dầu phù hợp với điểm khói cao (trên 280 °C/500 °F) gồm:
- Dầu hạt cải (dầu canola)
- Dầu hạnh
- Dầu nhân quả mơ
- Dầu cây rum có axit oleic cao hay dầu hoa hướng dương
- Dầu phộng
- Dầu nành
- Dầu hạt nho

Dầu thích hợp cho nhiệt độ nóng trung bình gồm:
- Dầu quả óc chó
- Dầu hoa hướng dương
- Dầu hạt vừng

Dầu chưa tinh lọc nên hạn chế sử dụng trong nhiệt độ dưới 105 °C/225 °F
Mỗi loại dầu sẽ có điểm bốc khói khác nhau.